# Paolo Veneziano

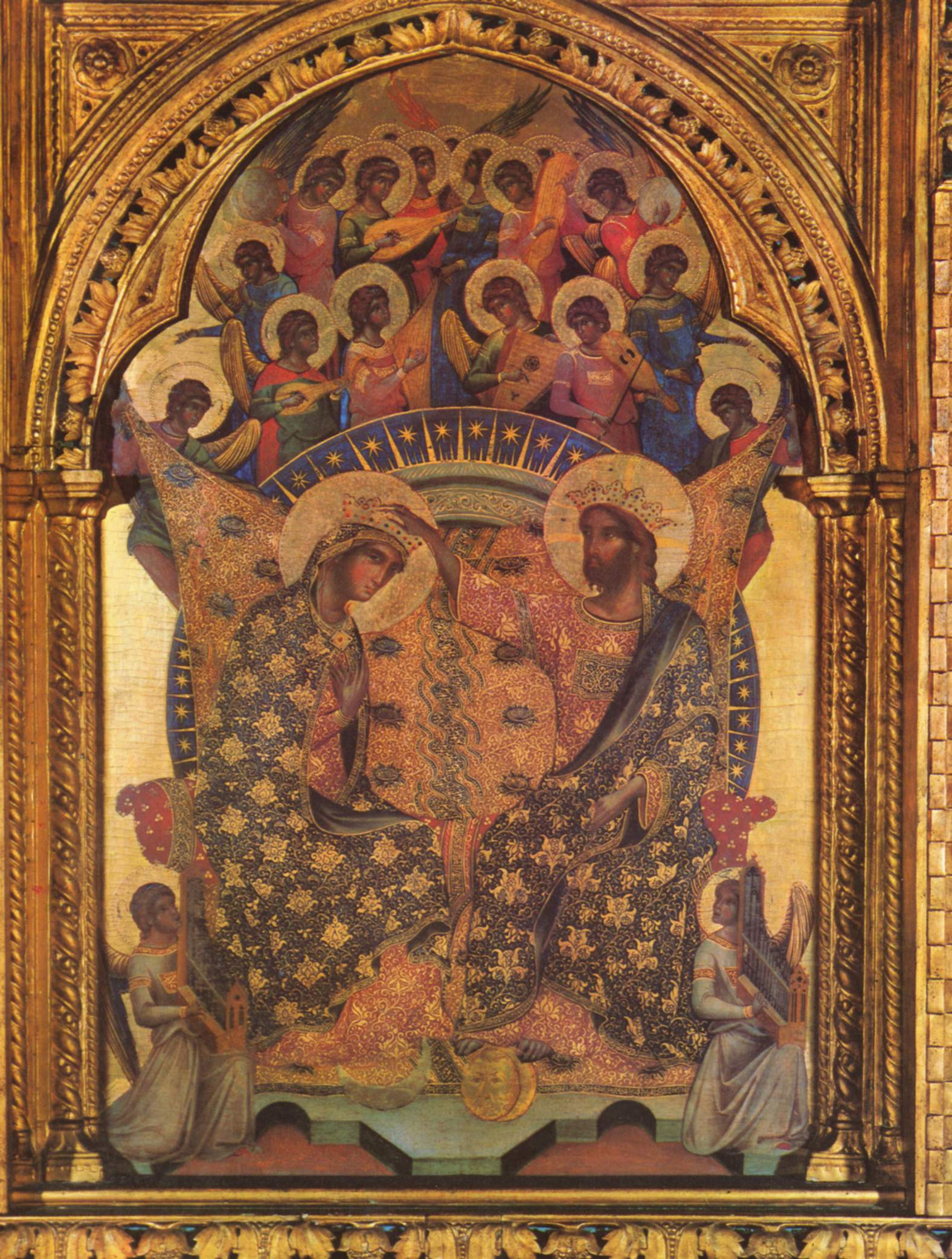
Coroação de Maria, Gallerie dell' Accademia, Veneza.

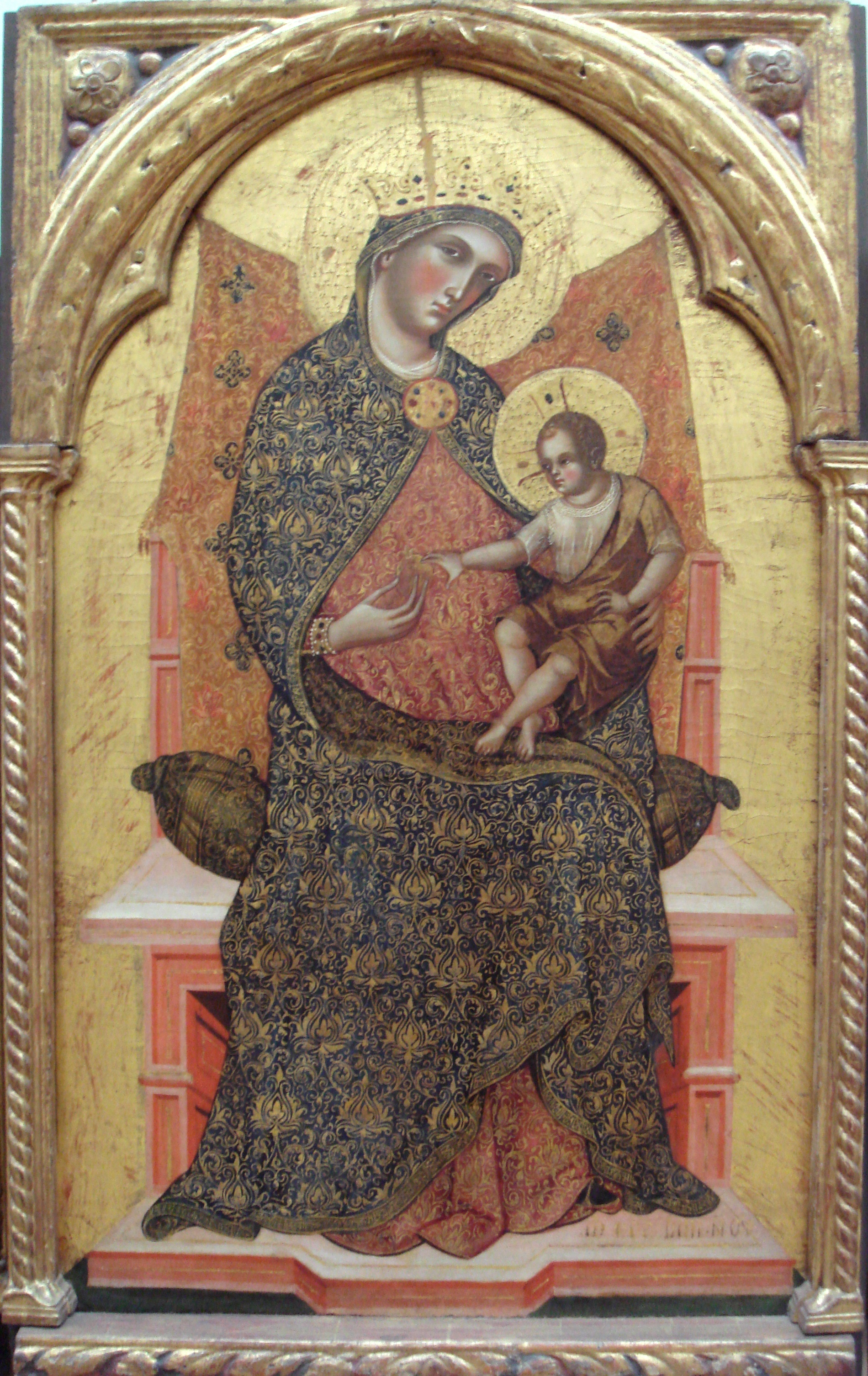
Virgem Maria e Criança, Louvre, 1354.

Paolo Veneziano, também Veneziano Paolo ou Paolo da Venezia (nascido antes de 1333, morreu após 1358) foi um pintor medieval de Veneza. Foi considerado o pintor veneziano mais importante do século XIV. Também é provável que tenha sido professor de Lorenzo Veneziano.
Nasceu em uma família de artistas e trabalhou junto com seus filhos Marco, Luca, and Giovanni.  

## Obra
Era o pintor oficial de Andrea Dandolo, para quem ele pintou a Pala Feriale e foi descrito como "o pintor veneziano mais importante do século XIV."
A primeira obra certa do veneziano é o políptico com a Dormitio Virginis, datada de 1333, conservada nos Museus Cívicos de Veneza.
A partir de 1347, é significativa a sua produção de mosaicos (visíveis por exemplo na capela Dandolo no baptistério de San Marco), mas também de retábulos (a bela Madona entronizada, visível na igreja paroquial de Carpineta e da Coroação, atualmente parte de a coleção Frick em Nova York). Finalmente, é significativa a produção de polípticos como o da Basílica de San Giacomo Maggiore em Bolonha e o da Gallerie dell'Accademia em Veneza.

## Estilo
O estilo de Paolo carrega influências bizantinas, no entanto demonstra conhecimento da pintura contemporânea italiana. Suas obras mais tardias, a partir de 1340, mostram a influência da arte gótica sobre a estética e técnica de pintura, com uma ruptura com o mundo antigo. Através de sua arte, ele foi o fundador da escola veneziana que exerceria sua influência ao longo do século 14 e, em particular, em Lorenzo Veneziano.

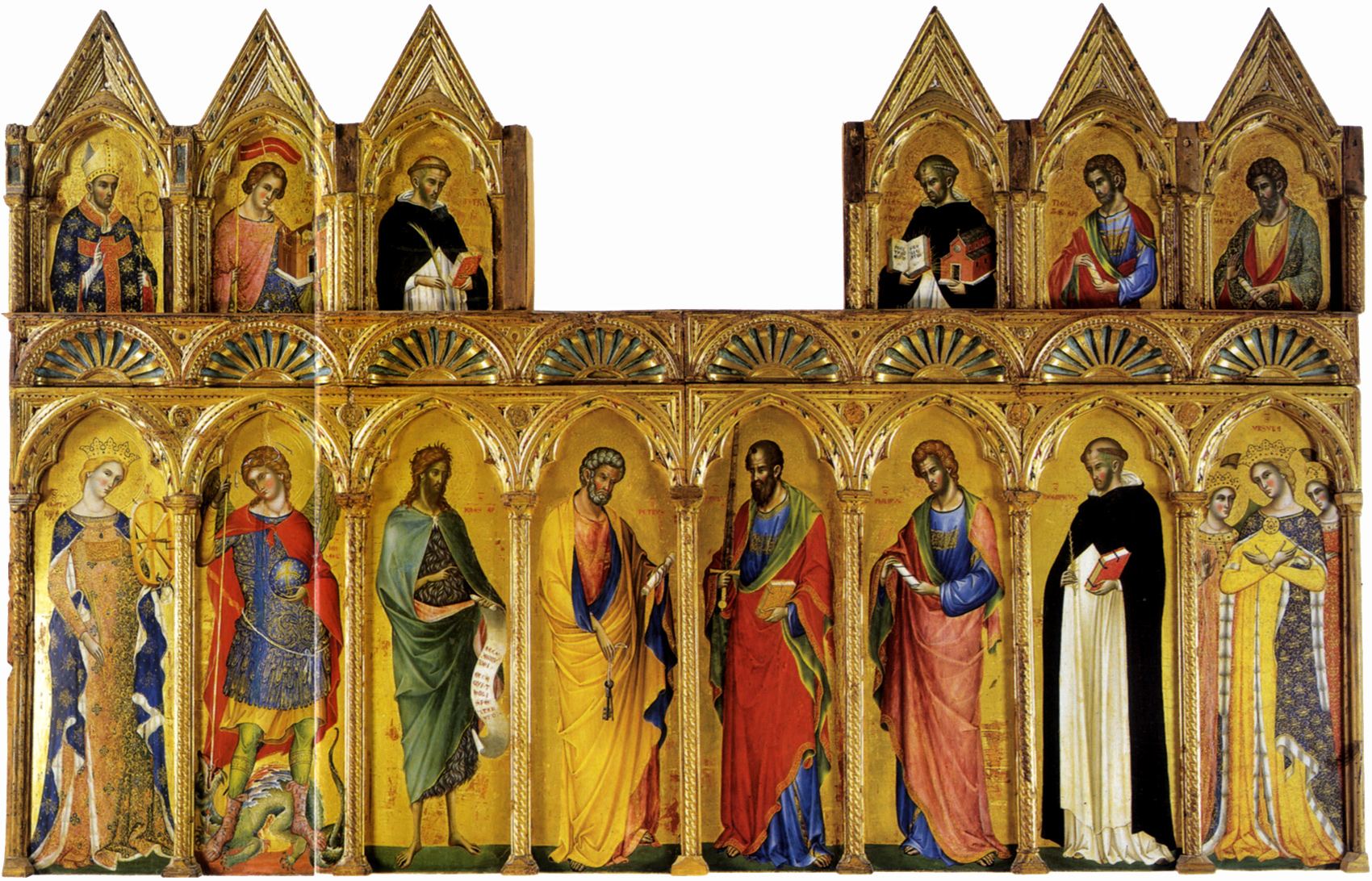
O Políptico de São Severino Bispo, Galeria Municipal de Arte, Igreja de São Domingos, século XIV.